# GDVV Martinistad
Groninger Doven Voetbal Vereniging Martinistad is een Nederlandse amateurvoetbalclub uit Groningen, opgericht in 1979. De vereniging is bestemd voor doven en slechthorenden en mensen die affiniteit hebben met doven en slechthorenden. De vereniging is aangesloten bij de KNVB, de KNDSB en de Stichting Clubhuis voor Doven te Groningen.

## Overzicht

### KNVB
Met één team speelt de club in de KNVB-competitie tegen de horende clubs in de regio Groningen, in de 4e klasse. De thuiswedstrijden worden gespeeld op vrijdag. De thuisspeellocatie is de sporthal Hoogkerk. De uitwedstrijden zijn vooral in de regio Groningen, maar ook soms in Friesland en Drenthe, dit hangt af van de klassenindeling.

### KNDSB

#### Zaalvoetbal
Op dit moment spelen drie herenteams namens GDVV Martinistad in de landelijke KNDSB-dovencompetitie om het Nederlands kampioenschap tegen de andere clubs, in de 1e en 2e klasse. De dovencompetitie futsal wordt drie keer per jaar gehouden. De locatie van de drie speeldagen verschilt per jaar. De veel voorkomende plaatsen zijn Zutphen, Utrecht, Haarlem, Veldhoven, Arnhem en de eigen thuisbasis Leek. Naast de landelijke competitie neemt GDVV Martinistad ook deel aan de Pieter Schiltmans Cup. In het verleden heeft GDVV Martinistad ook enkele keren meegedaan met een damesteam in de dovencompetitie. 
De club kende een uiterst succesvol jaar met de nationale tripel (landstitel, beker en supercup) in 2017. Daarnaast heeft GDVV Martinistad voor het eerst zich geplaatst voor de Deaf Champions League. Daarin werd de club 11e van 20 deelnemende clubs.

#### Veldvoetbal
Sinds 1981 doet GDVV Martinistad ook mee in de veldvoetbalcompetitie. Tussen 1993 en 2004 was er geen deelname, sindsdien doet GDVV Martinistad weer mee. Enkele keren per jaar verspreid over hele land wordt er gespeeld tegen andere dovenclubs. Daarnaast wordt er ook gespeeld om de Herman Grudelbach Cup. GDVV Martinistad werd in totaal 4 keer landskampioen en 4 keer bekerwinnaar.

## Erelijst

### Heren

#### Zaalvoetbal
| Nationaal                     |    |                                                                        |
| Nederlands landskampioenschap | 12 | 1983, 1984, 1987, 1988, 1989, 1991, 1996, 1997, 2009, 2010, 2017, 2018 |
| Pieter Schiltmans Cup         | 9  | 1986, 1992, 2008, 2009, 2010, 2015, 2017, 2019, 2023                   |
| KNDSB Super Cup               | 3  | 2015, 2017, 2018                                                       |

#### Veldvoetbal
| Nationaal                     |   |                                    |
| Nederlands landskampioenschap | 6 | 2007, 2009, 2010, 2013, 2019, 2020 |
| Herman Grüdelbach Cup         | 6 | 2007, 2010, 2011, 2012, 2019, 2020 |

#### Toernooien
| Internationaal     |   |      |
| GTSV Essen         | 1 | 1990 |
| GSV Bremen         | 1 | 1991 |
| KSV Surdac Gent    | 1 | 2016 |
| GSC Bern           | 1 | 2023 |
| DSV Catharijne '83 | 1 | 2023 |

### Dames

#### Zaalvoetbal
| Nationaal                     |   |                  |
| Nederlands landskampioenschap | 3 | 2009, 2011, 2012 |
| Pieter Schiltmans Cup         | 3 | 2011, 2019, 2023 |

#### Toernooien
| Internationaal |   |      |
| SSC Budapest   | 1 | 2012 |

## Grafiek

### Zaalvoetbalcompetitie

#### KNDSB
- Resultaten sinds 2015

| 3 |

| 2 |

| 1 |

| 1 |

| 2 |

*gele balk (#FFFF00) geeft aan dat de competitie nog niet afgelopen is

#### KNVB
- Resultaten sinds 2014

| 4 |

| 10 |

| 7 |

| 2 |

| 9 |

| 11 |

| Vierde Klasse |

*gele balk (#FFFF00) geeft aan dat de competitie nog niet afgelopen is

### Veldvoetbalcompetitie

#### KNDSB
- Resultaten sinds 1981

| 5 |

| 5 |

| 4 |

| 4 |

| 2 |

| 4 |

| 5 |

| 5 |

| 3 |

| 4 |

| 4 |

| 3 |

| - |

| - |

| - |

| - |

| - |

| - |

| - |

| - |

| - |

| - |

| - |

| - |

| 3 |

| 3 |

| 1 |

| - |

| 1 |

| 1 |

| 2 |

| 3 |

| 1 |

| - |

| - |

| - |

| 3 |

| 2 |

| 1 |

*gele balk (#FFFF00) geeft aan dat de competitie nog niet afgelopen is

## GDVV Martinistad in Europa
GDVV Martinistad speelt sinds 2018 in diverse Europese competities. Hieronder staan de competities en in welke seizoenen de club deelnam.
Deaf Champions League

| 11 |

| 18 |

| - |

| - |

| - |

| - |